# مادیرا
جزایر مادیرا (به پرتغالی: mɐˈdejɾɐ) منطقه‌ای خودمختار در کشور پرتغال در شمال اقیانوس اطلس که پایتخت آن فونشال است.

## تاریخ
جزایر مادیرا دو بار در سال‌های ۱۴۱۹ و ۱۴۲۰ میلادی (Henry the Navigator) , (João Gonçalves Zarco) و (Tristão Vaz Teixeira) توسط دریانوردان پرتغالی کشف شده‌است.

## جغرافیا
مساحت جزیره مادیرا ۸۰۱ کیلومتر مربع می‌باشد.
این جزیره از دورترین مناطق اتحادیه اروپا (وابسته به کشور پرتغال) در میان مسیر کشتیرانی دریای کارائیب، شمال قاره آمریکا و اروپا قرار دارد.
بندر فونشال بندرگاه مهم در این مسیر است.
پایتخت این منطقه شهر فونشال با ۱۰۰۸۴۷ نفر جمعیت می‌باشد.
مساحت جزایر مادیرا ۸۰۱ کیلومتر مربع و جمعیت آن ۲۴۷۳۹۹ نفر است.
این مجمع‌الجزایر شامل ۴ جزیره به نام‌های مادیرا (Madeira)، پورتو سانتو (Porto Santo)، دسرتاس (Desertas) و جزایر ساواژ (Savage Islands) می‌باشد.

## گردشگری
شراب، گل، گلدوزی و جشن‌های سال نو میلادی از جاذبه‌های گردشگری این جزیره کوچک به حساب می‌آید.

## افراد مشهور

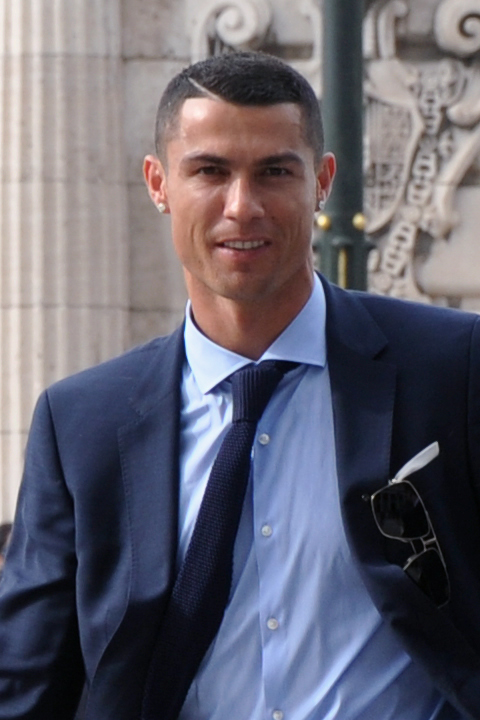
کریستیانو رونالدو

کریستیانو رونالدو فوتبالیست پرتغالی و بازیکن باشگاه فوتبال النصر متولد جزیره مادیرا می‌باشد.
در تاریخ ۸ فروردین ۱۳۹۶ رئیس‌جمهور پرتغال فرودگاه مادیرا را به نام کریستیانو رونالدو ثبت نمود.

## نگارخانه

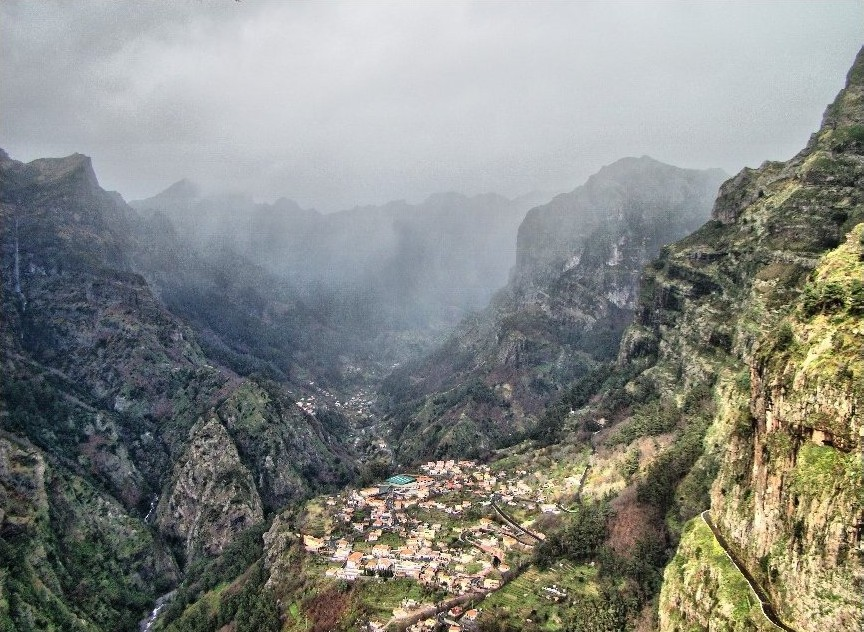
طبیعت جزیره مادیرا
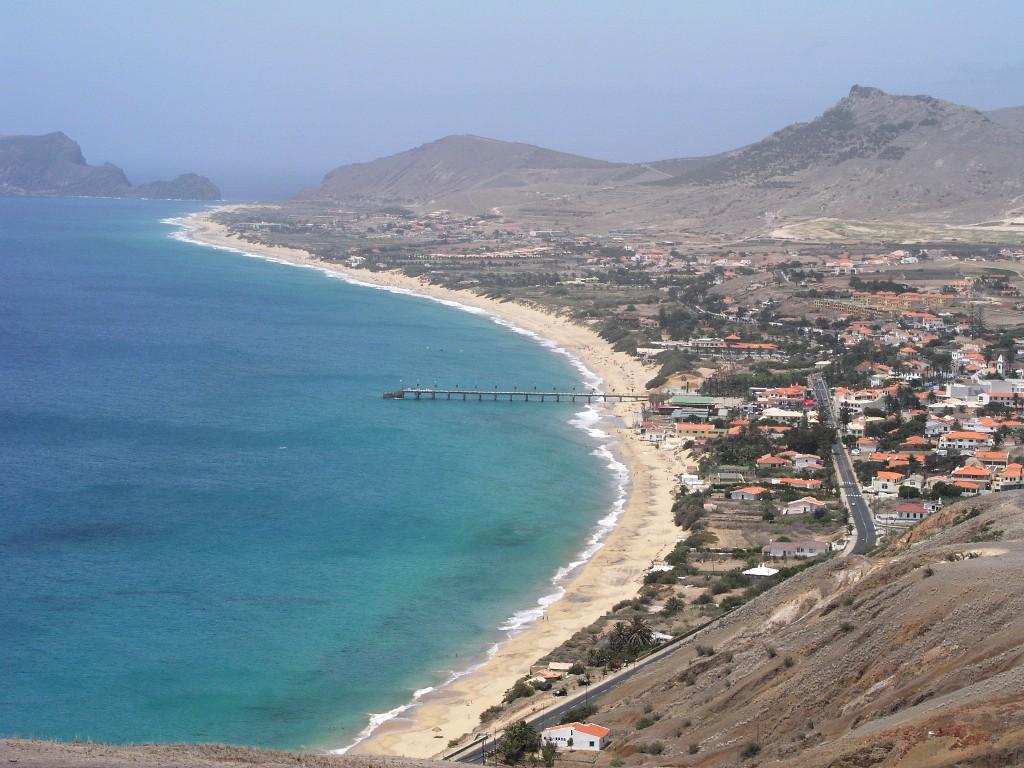
ساحل ماسه‌ای در پورتو سانتو
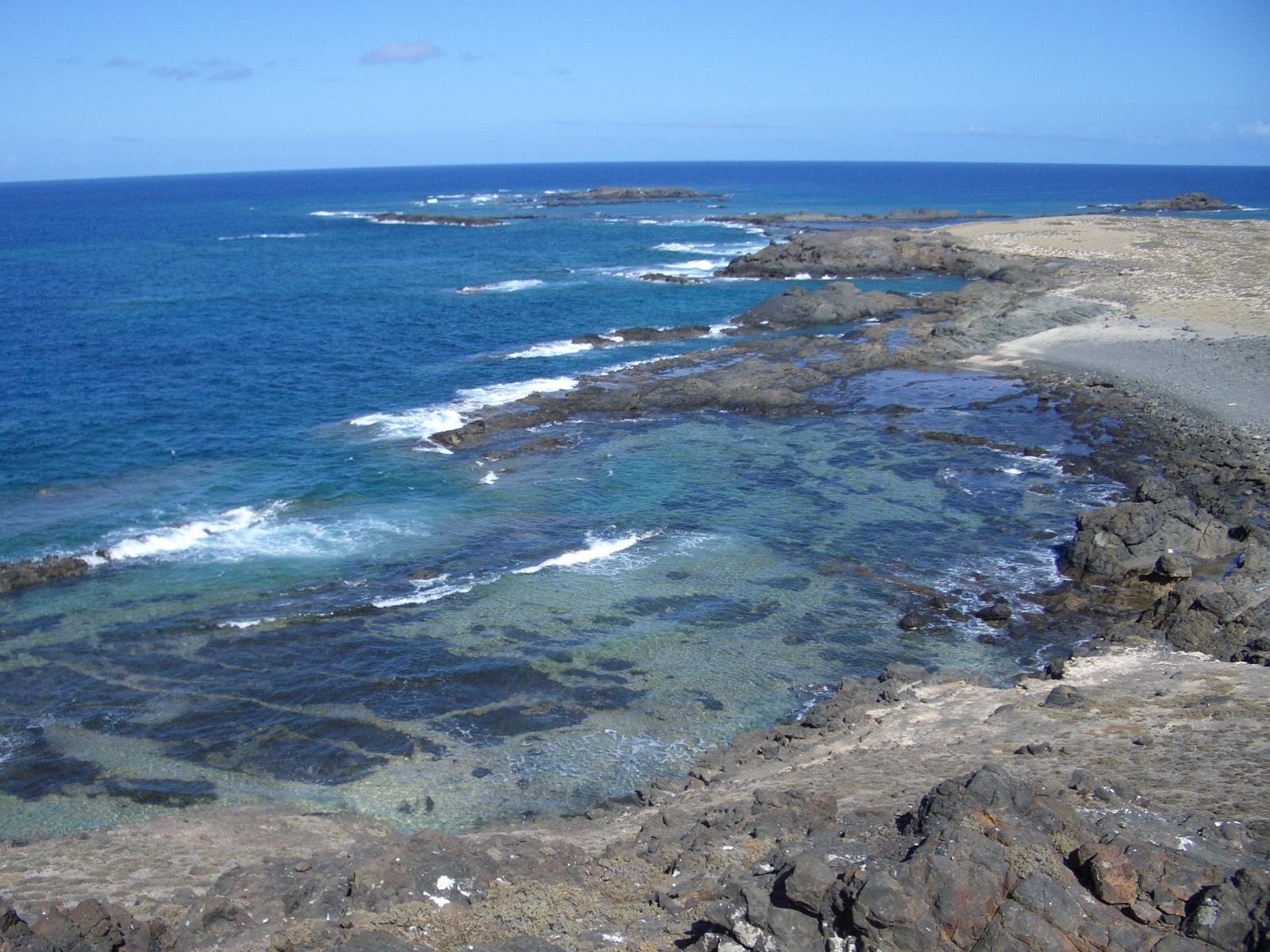
ساحل صخره‌ای در Savage Islands
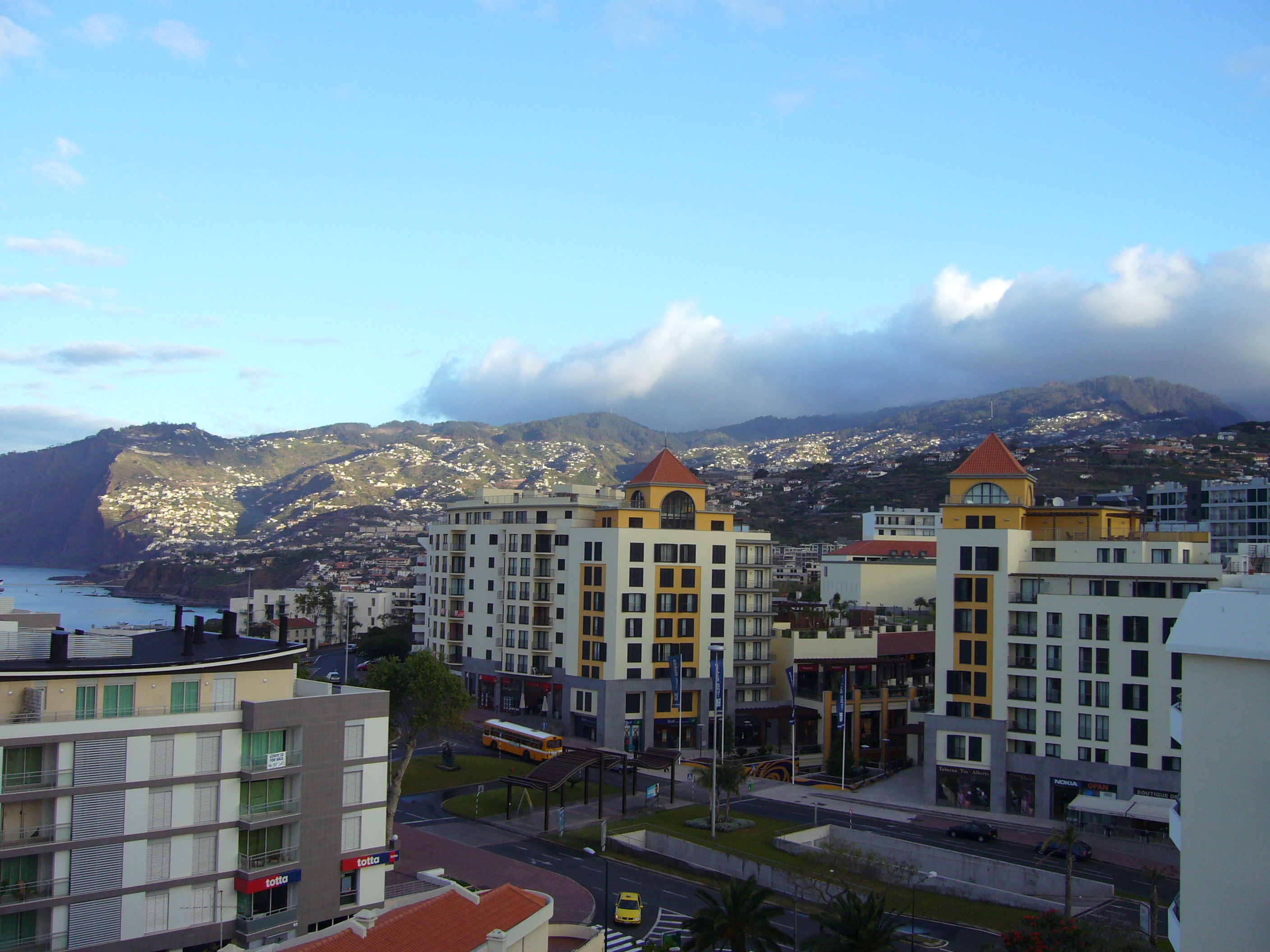
شهر فونشال
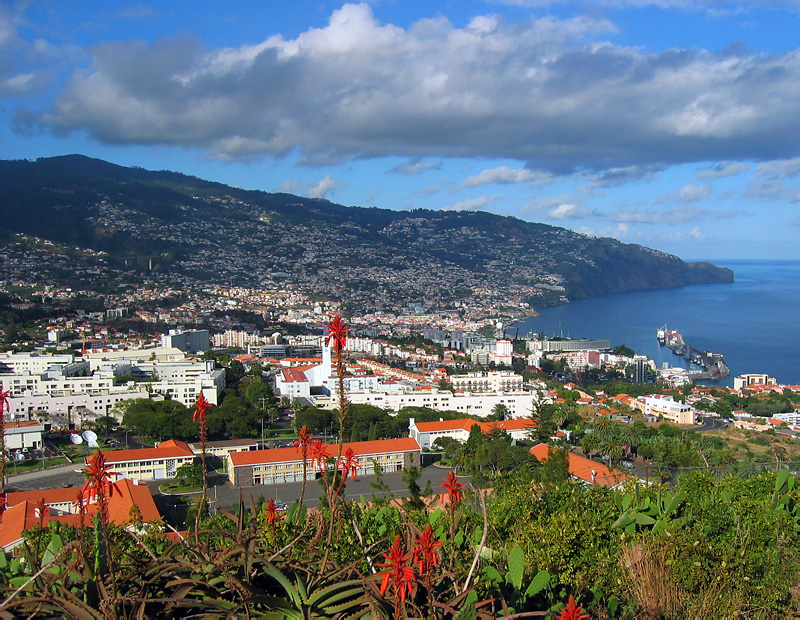
نمایی از شهر فونشال
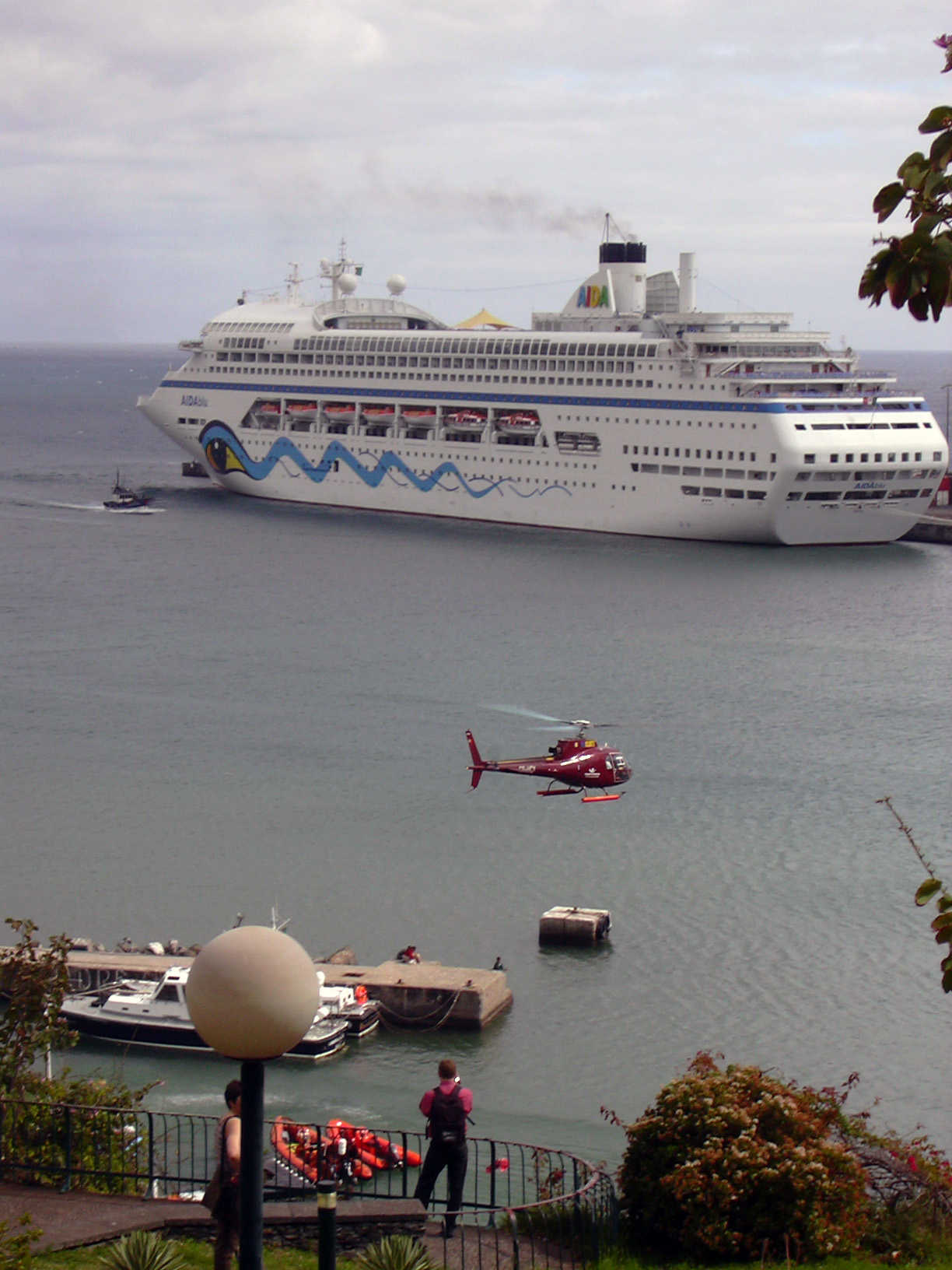
بندر فونشال
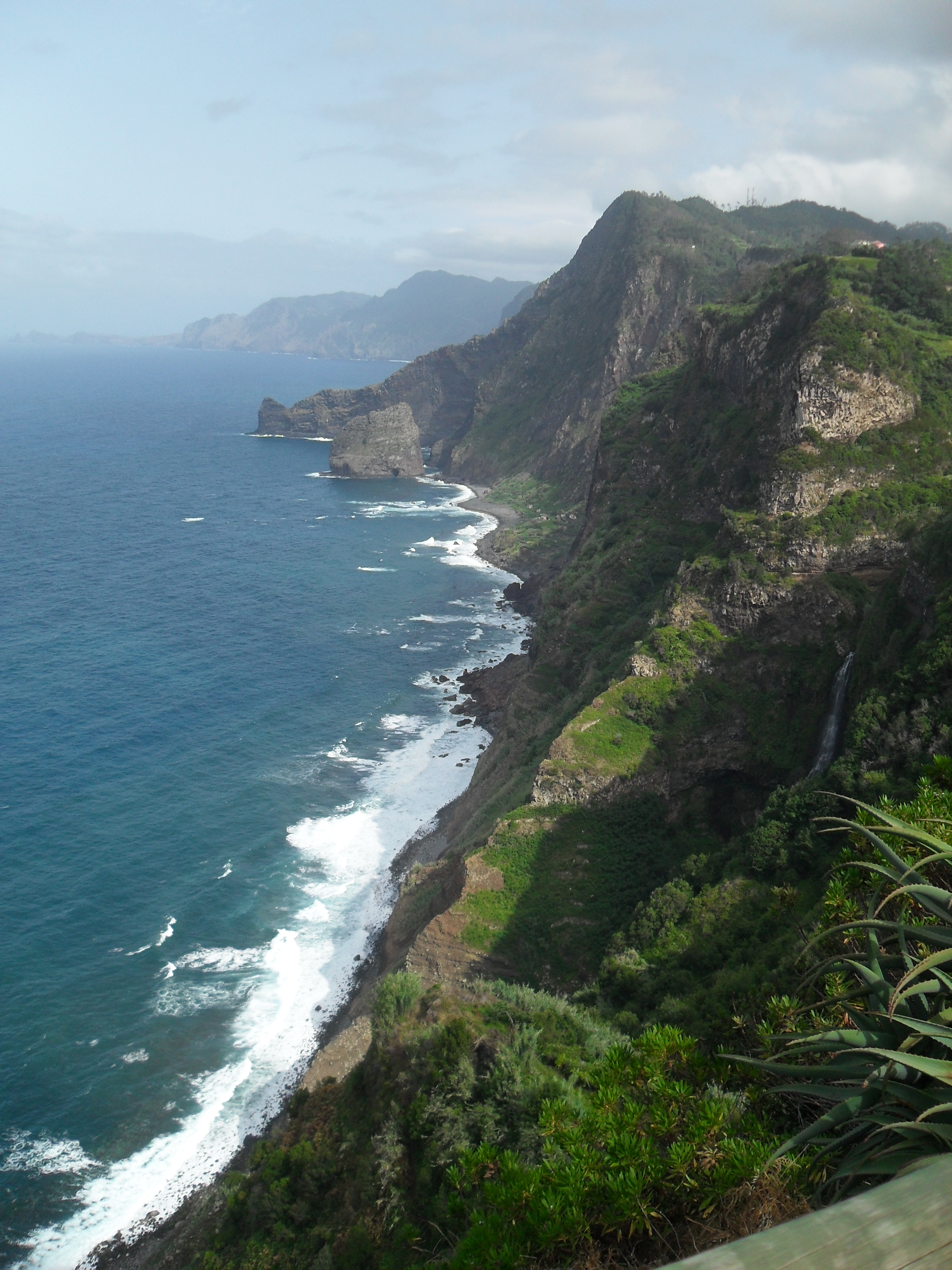
منظره ای جزیره مادیرا
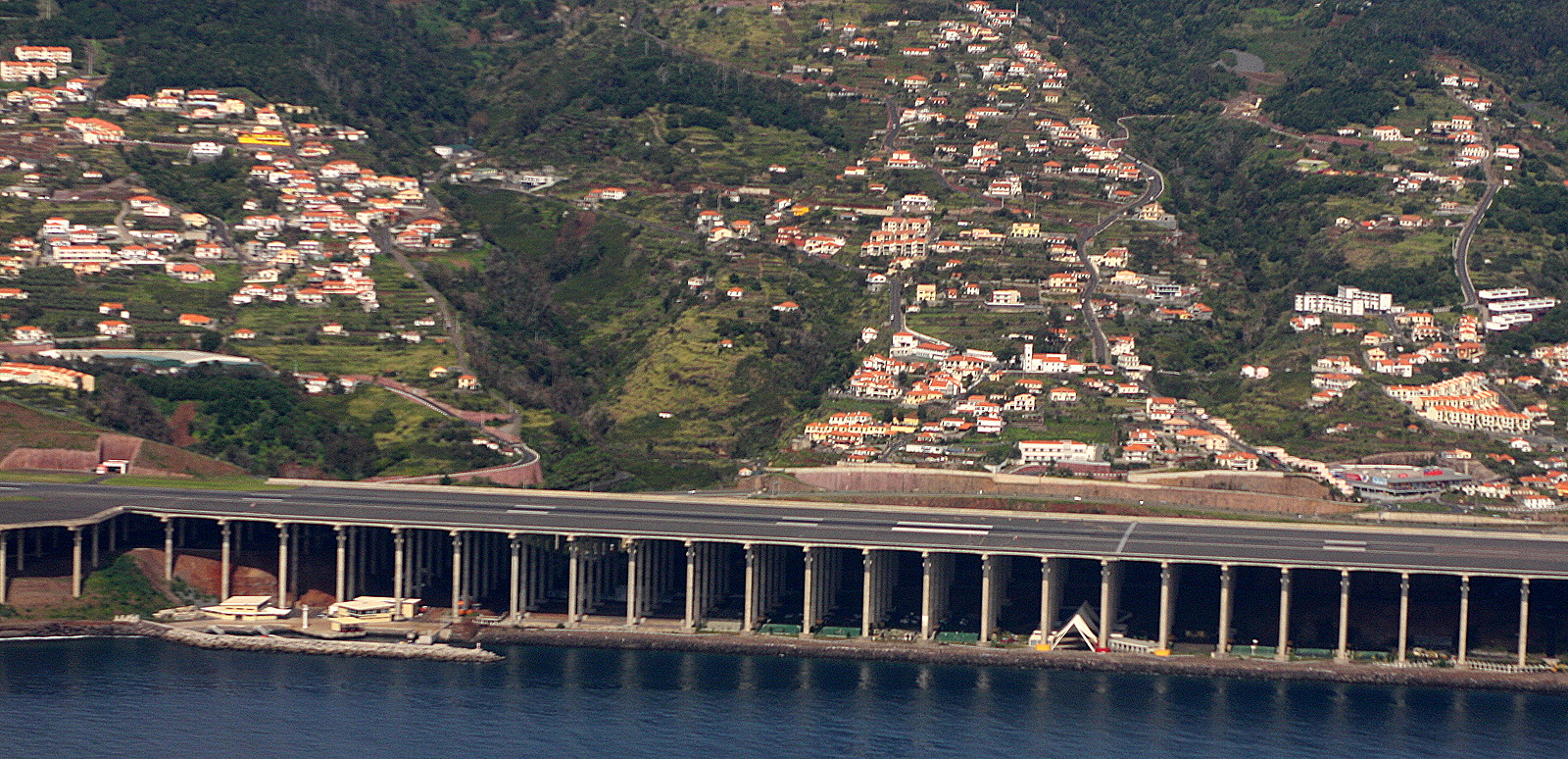
باند فرود فرودگاه مادیرا
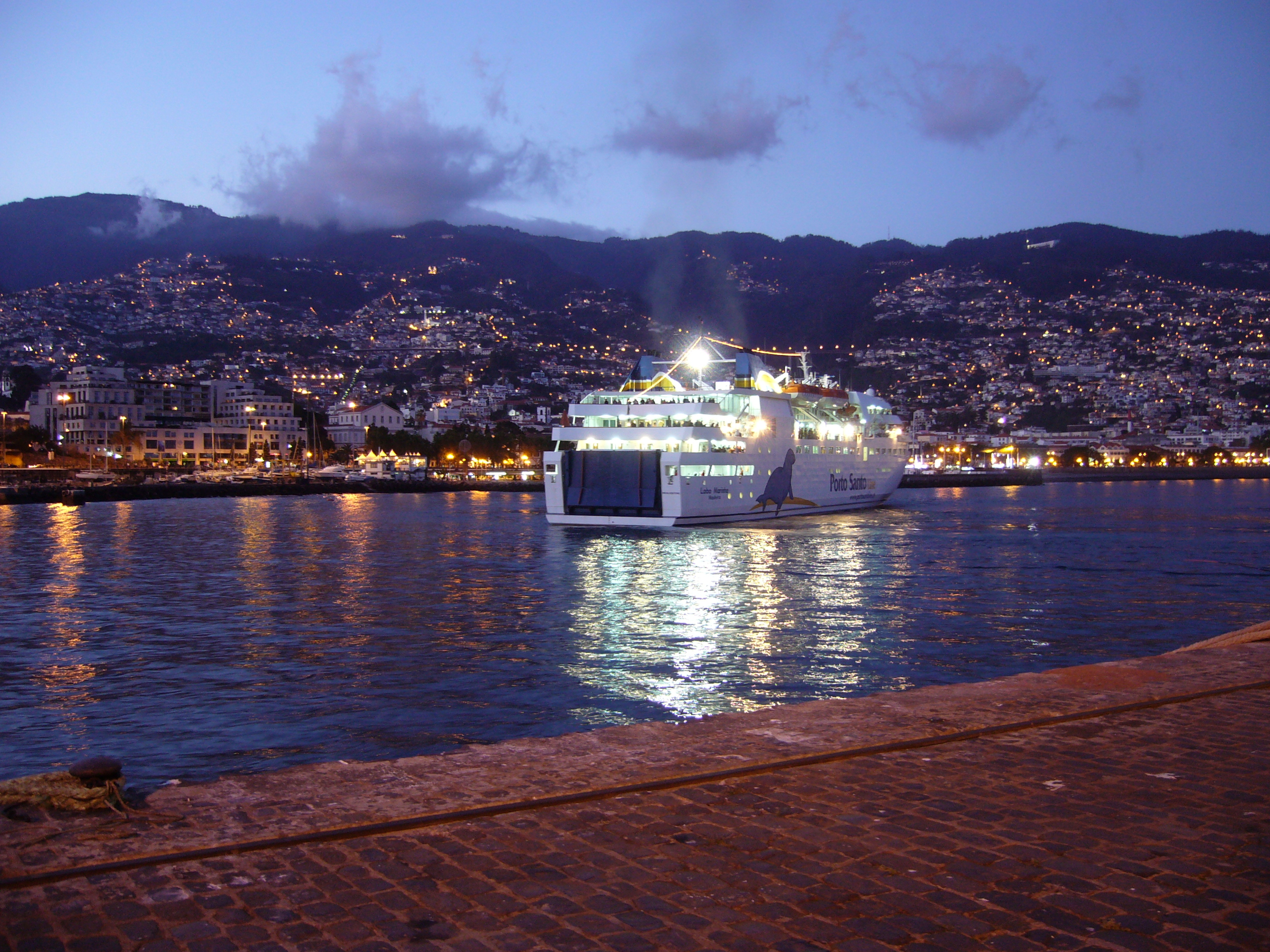
سفرهای روزانه بین فونشال و پورتو سانتو
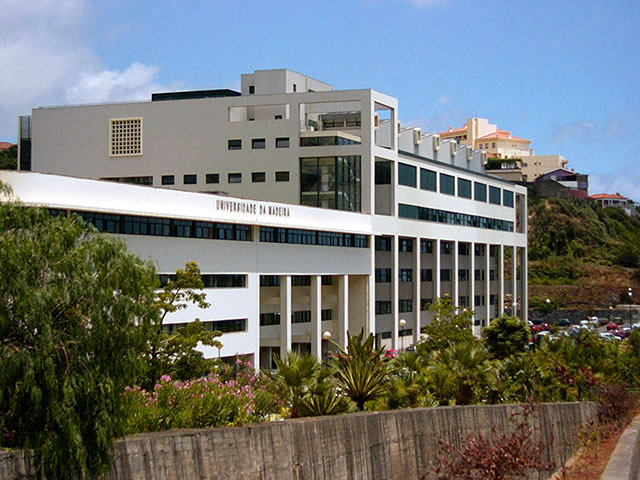
دانشگاه جزیره مادیرا
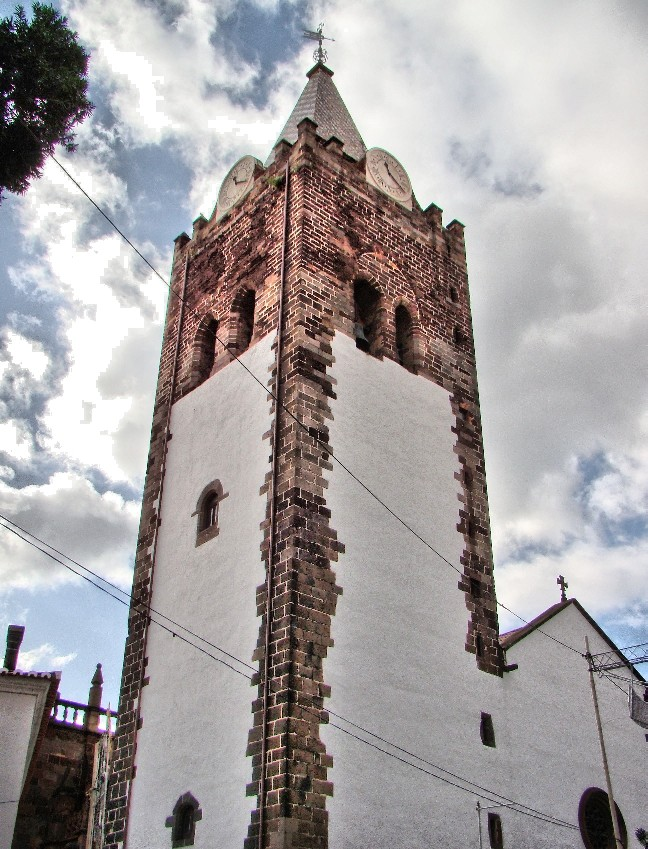
کلیسا جامع شهر فونشال - قرن ۱۵ میلادی